# 古氏日本泊螺
古氏日本泊螺（学名：Philine cumingii）是海洋腹足綱軟體動物的一個物種，舊屬三叉螺科日本泊螺属，今屬薄泡螺科薄泡螺屬。

## 分佈
分布于日本以及中国大陆的大鹏湾、海南等地，属于暖水性种类。其常栖息于潮下带浅水区-深水区细砂质底。